# Ringo (biscotti)
I Ringo sono dei biscotti prodotti dalla Pavesi, nati alla fine degli anni sessanta. I Ringo sono composti da due biscotti (tradizionalmente uno alla vaniglia e uno al cacao), uniti fra loro da uno strato di crema al latte o al cioccolato, anche se negli anni seguenti ne sono state prodotte numerose varianti.

## Storia
L'idea dei Ringo venne a Mario Pavesi dopo un viaggio negli Stati Uniti. Mario Pavesi, infatti, intendeva lanciare un prodotto destinato a una fascia di pubblico più adulto rispetto a quella a cui si rivolgeva l'altro prodotto di punta dell'azienda, i pavesini. Quindi il target di riferimento erano gli adolescenti, e, non a caso, il nome Ringo era preso in prestito da quello di Ringo Starr, componente del gruppo britannico The Beatles, molto popolare fra i giovani. In seguito, le campagne pubblicitarie del prodotto punteranno soprattutto sul mondo dello sport e sul concetto di interrazzialità, rappresentato in modo simbolico dal colore diverso dei due biscotti circolari.

## Promozione
Le prime campagne pubblicitarie dei Ringo risalgono agli anni sessanta e furono mandate in onda durante Carosello. Dagli anni ottanta la promozione fu concentrata sul concetto di sportività del prodotto e nacque l'idea dei "Ringo boys", una squadra di volta in volta di sport diversi (football, baseball, calcio, pallacanestro ed hockey su ghiaccio), formata da giovanissimi atleti. Dal 2013 il testimonial era Stephan El Shaarawy che prese il posto di Kaká.

## Varianti
Ai tradizionali Ringo con crema alla vaniglia sono stati affiancati negli anni una serie di varianti:
- Torta Ringo, una torta gelato con stracciatella con biscotti Ringo in edizione limitata fra cui i Ringo con crema al cacao e i Ringo con crema di nocciola e choco;
- Ringo Black, entrambi i biscotti al cioccolato (in risposta agli Oreo);
- Ringo Biscocioc, (inizialmente Ringo Goal) composti da un biscotto, uno strato di crema alla vaniglia o al cacao ed uno strato di cioccolato;
- Ringo Match, composti da due biscotti - uno bianco e uno nero - racchiusi in una tavoletta di cioccolato;
- Ringo MiniBall, molto simili ai Lindor, con le differenze che hanno un lato bianco e uno nero e che all'interno c'è un croccante mini biscotto alla vaniglia o al cacao;
- Ringo Extra Time, merenda coperta da uno strato di cioccolato ripieno con crema al latte e cereali soffiati;
- Ringo Thin, biscotti Ringo alla vaniglia o al cacao più sottili (come suggerisce il nome) e croccanti.
- Albanian Ringo biscotti Ringo al cacao e fragola, resi disponibili per un periodo limitato in Albania, tra il 2006 ed il 2009.

Inoltre lo stesso biscotto Ringo ha avuto una trasposizione in gelato, prodotta inizialmente da Sanson, poi da Sammontana e infine da Algida.